# أبو بكر المالكي
أبو بكر عبد الله بن محمد بن عبد الله القرشي القيرواني المالكي (ازدهر حوالي 1036–1057) كان مؤرخًا إفريقيًا (تُونس اليوم) وفقيهًا مالكيًا ومتكلمًا ودارس حديث أشعريًا . وكان له دور كبير في نشر المالكية والأشعرية في إفريقية.
وُلِد المالكي في القيروان. كان والده محمد متعلمًا في الشريعة والحديث وكتب سيرة الفقيه أبي الحسن القابسي . تلقى المالكي تعليمه في القيروان على 
يد أبي بكر بن عبد الرحمن ومحمد بن عباس الأنصاري المتوفى سنة 1036. وبعد أن درس لفترة في إمارة صقلية (التي كانت تابعة للحكم الإسلامي الأغالبي ثم الفاطمي، حينئذٍ)، درَّس في القيروان، حيث كان المزاري أحد طلابه. وبحسب الدباغ، الذي كتب بعد أكثر من قرنين من الزمان، بقي المالكي في القيروان بعد الغزو الهلالي عام 1057، عندما رحل معظم العلماء الآخرين إلى المهدية. توفي في وقت ما بعد هذا التاريخ، ربما في عام 1081 أو 1097.
لم ينجُ من تأليف المالكي إلا عمل واحد، وهو رياض النفوس. وهو معجم سيرة مالكية إفريقية. ويحتوي على 275 سيرة ذاتية، ويعد مصدرًا تاريخيًا قيمًا. ومن العلماء المسلمين الذين استخدموه في وقت لاحق القاضي عياض والطرطوشي. من المحتمل أن يكون المالكي قد استلهم كتابته من الدمار المزدوج الذي أحدثه الغزو الهلالي والغزو النورماندي لصقلية وجنوب إيطاليا بعد مقتل الفاطميين في حصونهم هناك.

## ملحوظات
1. ↑  مذكور في: قاموس الأعلام الأفارقة. الناشر: دار نشر جامعة أكسفورد. لغة العمل أو لغة الاسم: الإنجليزية. تاريخ النشر: 2012.
2. 1 2 3  مذكور في: قاموس الأعلام الأفارقة. المُجلَّد: 1. الصفحة: 57. الناشر: دار نشر جامعة أكسفورد. لغة العمل أو لغة الاسم: الإنجليزية. تاريخ النشر: 2012.
3. 1 2 3 4 5  Hentati 2017.
4. 1 2 3 4 5  Hopley 2012.

## فهرس
- Hentati، Nejmeddine (2017). "al-Mālikī, Abū Bakr". في Fleet، Kate؛ Krämer، Gudrun؛ Matringe، Denis؛ Nawas، John؛ Rowson، Everett (المحررون). Encyclopaedia of Islam, THREE. Brill Online. DOI:10.1163/1573-3912_ei3_COM_33118. ISSN:1873-9830. {{استشهاد بموسوعة}}: الوسيط |ref=harv غير صالح (مساعدة)
- Hopley، Russell (2012). "Abu Bakr al-Maliki". في Emmanuel K. Akyeampong؛ Henry Louis Gates, Jr. (المحررون). قاموس الأعلام الأفارقة  [لغات أخرى]‏. Oxford University Press. مؤرشف من الأصل في 2022-07-08.{{استشهاد بموسوعة}}:  صيانة الاستشهاد: علامات ترقيم زائدة (link)